# Vorachbuck
Der Vorachbuck ist ein 608,8 m ü. NHN hoher, teils bewaldeter Berg des Mittelgebirges Hahnenkamm, einem Höhenzug der Fränkische Alb, im mittelfränkischen Landkreis Weißenburg-Gunzenhausen und im schwäbischen Landkreis Donau-Ries.

## Geographie

### Lage
Der Vorachbuck liegt inmitten eines Waldgebiets im Naturpark Altmühltal, nordöstlich von Döckingen am Südrand des Hahnenkamms an der Grenze zwischen der Gemeinde Polsingen im Landkreis Weißenburg-Gunzenhausen und der Gemeinde Wolferstadt im Landkreis Donau-Ries, wobei der Berggipfel noch im Landkreis Weißenburg-Gunzenhausen liegt. Nordöstlich liegt der Treuchtlinger Gemeindeteil Wieshof, südlich der Wolderstädter Ortsteil Rothenberg. Unweit östlich erheben sich der Hirschbuck und der Uhlberg, unweit westlich der Hungersberg. Im Osten fließt der Wieshofgraben vorbei.

### Naturschutz
Der Vorachbuck liegt im Landschaftsschutzgebiet Schutzzone im Naturpark Altmühltal (CDDA-Nr. 396115; 1995 ausgewiesen; 1631 km² groß).

### Naturräumliche Zuordnung
Der Vorachbuck gehört in der naturräumlichen Haupteinheitengruppe Fränkische Alb (Nr. 08), in der Haupteinheit Südliche Frankenalb (082) und in der Untereinheit Altmühlalb (082.2) zum Naturraum der Hahnenkammalb (082.20).